# Faculdade de Educação da Universidade Federal de Goiás
A Faculdade de Educação da Universidade Federal de Goiás (UFG) é uma instituição pública de ensino, pesquisa e extensão, localizada em Goiânia.
Surgida a partir da antiga Faculdade de Filosofia, Ciências e Letras (FFCL), foi desmembrada em faculdade própria em 1968 após a reforma universitária promovida pela ditadura militar no Brasil. Foi uma das primeiras faculdades da UFG a ter um curso de mestrado dentro da instituição, ainda no início da década de 1970.
Situa-se no Campus Colemar Natal e Silva, no bairro Universitário, na região central de Goiânia.

## Cursos

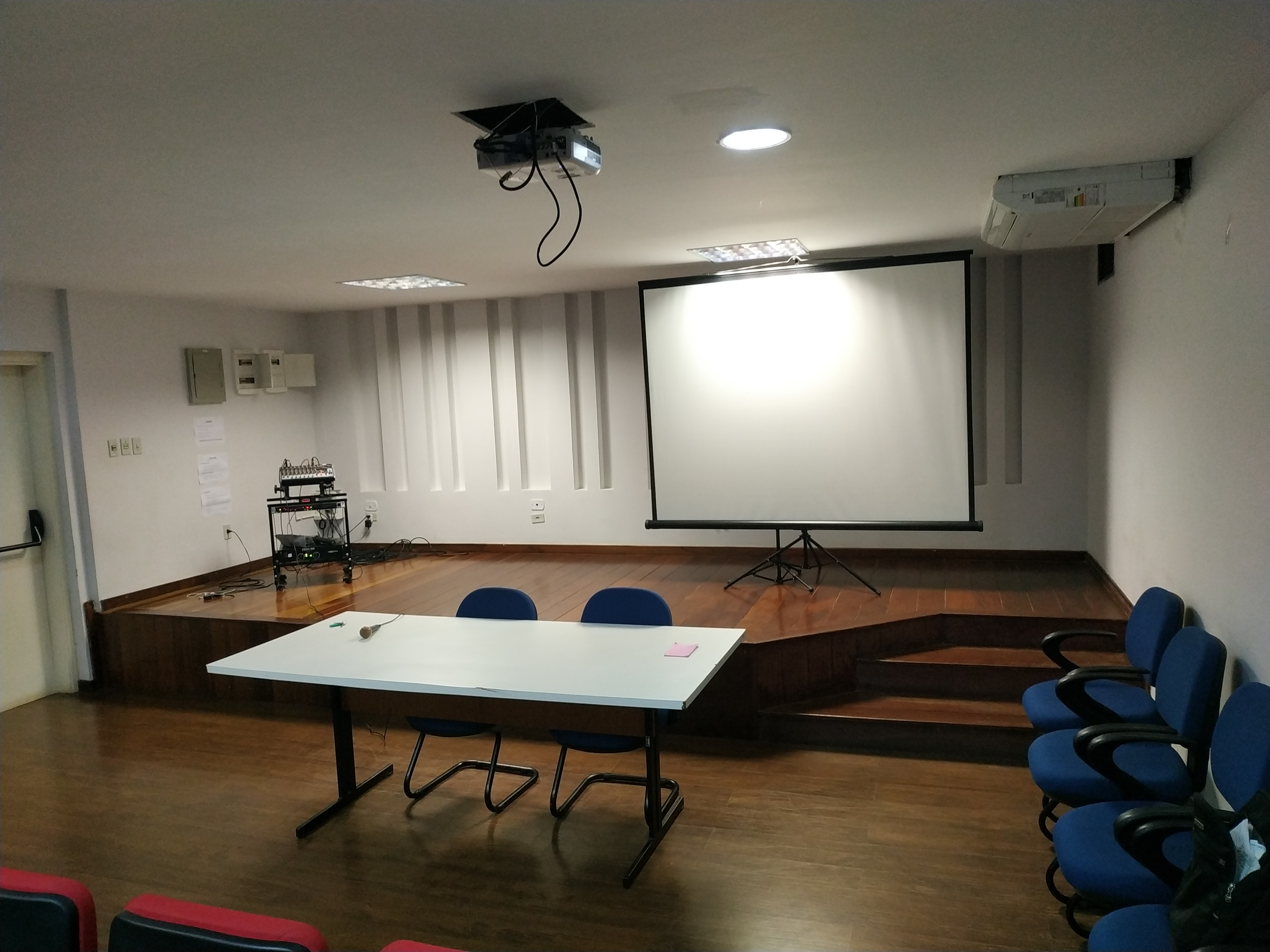
Auditório da Faculdade de Educação da UFG, abril de 2019.

### Graduação
- Bacharelado em Psicologia;
- Licenciatura em Psicologia;
- Licenciatura em Pedagogia.

### Pós-Graduação

#### Stricto sensu
- Mestrado e Doutorado em Educação;
- Mestrado em Psicologia.

#### Lato sensu
- Especialização em História, Cultura Africana e Afro-brasileira e Educação das Relações Étnico-raciais;
- Especialização em Políticas Educacionais, Gestão Escolar e Trabalho Docente;
- Especialização em Psicologia dos Processos Educativos.